# 沃夫424
沃夫424是一個由兩顆紅矮星組成的聯星系統，距離太陽大約14.2光年，它目前的位置在室女座的東次將（室女座ε）星和東次相（室女座δ）星之間。
沃夫424系統的軌道半長軸是4.1天文單位，離心率是0.28，軌道週期16.2年，視星等是12.5等。
沃夫424A是主序帶上低溫的紅矮星，質量大約是0.14太陽質量，半徑是0.17太陽半徑，是在太陽附近15光年內最暗的天體之一。它的伴星，沃夫424B也是主序帶上低溫的紅矮星，質量大約是0.13太陽質量，半徑是0.14太陽半徑。它也是一顆閃光星，變星的標示是室女座FL，可能正經歷如同太陽黑子的活動。
由於它接近太陽和快速的朝向太陽運動，沃夫424在21世紀已經比過去增加了2%的亮度，估計在7,700年，它將接近太陽至離太陽最近的1光年距離上，並成為最靠近太陽的恆星。

## 外部連結
- Wolf 424 Data page
- Wolf 424 AB （页面存档备份，存于）
- A NASA image of Wolf 424 AB （页面存档备份，存于）